# Gabriel 'Leke Abegunrin
Gabriel 'Leke Abegunrin (Iwere-Ile, 29 de setembro de 1947) é um bispo católico nigeriano, arcebispo de Ibadan.
Gabriel 'Leke Abegunrin recebeu o Sacramento da Ordem em 27 de janeiro de 1968.
Em 3 de março de 1995, o Papa João Paulo II o nomeou o primeiro bispo de Osogbo. O Núncio Apostólico na Nigéria, Dom Carlo Maria Viganò, o consagrou em 13 de maio do mesmo ano; Co-consagradores foram o Bispo de Oyo, Julius Babatunde Adelakun, e o Bispo de Ijebu-Ode, Albert Ayinde Fasina.
O Papa Francisco o nomeou arcebispo de Ibadan em 29 de outubro de 2013. A posse ocorreu em 24 de janeiro do ano seguinte.